# Kvazifarnost
Kvazifarnost (latinsky quasi-paroecia) nebo farní kuracie je v kanonickém právu římskokatolické církve zvláštní společenství věřících, které vzhledem ke zvláštním okolnostem ještě nebylo ustanoveno jako farnost (kán. 516 § 1 CIC). Důvodem pro tento status může být to, že se zatím nepředpokládá trvalá existence sdružení; podle kán. 515 § 1 CIC mají být farnosti vždy zřízeny trvale. Právně je postavena na roveň farnosti, když CIC nestanoví jinak. Pastýř kvazifarnosti vzhledem ke svým právům a povinnostem může být srovnán s farářem kanonické farnosti.
V německy mluvících zemích se běžně používají také termíny Pfarrvikarie (farní vikariát), Pfarrrektorat (farní rektorát), selbstständige Kuratie (nezávislá kurácie), Kuratgemeinde, Rektoratspfarrei a Lokalie (lokálie). Kostel kvazifarnosti se také nazývá rektorátní kostel, kurátní kostel nebo farní kostel, v závislosti na regionálním použití.
Od 19. století se v Německu i jinde rozvíjely stálé farní vikariáty, kuriální místa a rektoráty podle zvláštního práva, i když se právní úprava mohla v jednotlivých diecézích lišit. Důvody byly většinou povahy majetkové nebo konfesního práva. Se zřízením kvazifarností jako náhradní formy farnosti se předešlo instalaci kanonického faráře, pro jehož zaměstnání a plat byly závazné příslušné konfesní právní smlouvy a církevní normy. Bylo také snazší tyto náhradní formuláře opět zrušit nebo vyměnit dosazené farní vikáře, kurátory či rektory. Rozdělení diecézí nejen na farnosti, ale i na popsané náhradní formy se zachovalo dodnes.
Codex Iuris Canonici 1917 uznal farní vikariát v kan. 1427 CIC/17 jako náhradní formu farnosti, ale neupravoval její právní formu. Podle Codex Iuris Canonici 1983 jsou náhradní formy, které se nyní nazývají kvazifarnosti, rovny farnostem, pokud zákon nestanoví jinak. Podle německého církevního práva je kvazifarnost stejně jako farnost veřejnoprávní korporací.